# Andrew Noble
Andrew Noble (Greenock, 13 settembre 1831 – 22 ottobre 1915) è stato un fisico britannico.
È famoso per il suo lavoro sulla balistica e le armi.

## Biografia
Fu educato all'Accademia di Edimburgo e all'Accademia Militare Reale di Woolwich. Ebbe un incaricato nell'Artiglieria Reale nel 1849, poi promosso a Capitano nel 1855 per diventare Segretario dell'Istituto dell'artiglieria Reale. 
Nel 1859 divenne Assistente-Ispettore dell'artiglieria e nel 1860 membro del comitato per gli esplosivi, carica che tenne fino al 1880.
Lavorò con Sir Frederick Augustus Abel sulle proprietà della polvere nera. Questi sviluppi ha richiesto la riprogrammazione sia delle armi che dei loro supporti, prodotto da Armstrong Whitworth, che ha dato loro un vantaggio competitivo, aiutando l'azienda ad espandersi nella costruzione navale, locomotive, carri armati e aerei per diventare una delle più grandi aziende di armamenti del mondo entro il 1914. Noble ha affermato che tutte le armi giapponesi che affondarono la flotta russa nella battaglia di Tsushima nel 1905, erano stati fabbricati a Elswick.
Ha servito come sceriffo di Northumberland nel 1896. È stato nominato baronetto nel 1902.

## Matrimonio
Nel 1854, mentre soggiornava a Québec, Noble sposò Margery Durham Campbell. Ebbero quattro figli e due figlie. 
Il nipote, Michael Noble, è diventato un importante politico conservatore.
La figlia minore di Noble, Ethel, sposò Alfred Cochrane, giocatore di cricket e poeta.
Noble e i suoi figli usarono la loro ricchezza per commissionare una serie di case importanti da alcuni dei più importanti architetti dell'epoca.